# Mortes em julho de 2022
Mortes em 2022: ← Janeiro – Fevereiro – Março – Abril – Maio – Junho – Julho – Agosto – Setembro – Outubro – Novembro – Dezembro →
Esta é uma relação de pessoas notáveis que morreram durante o mês julho de 2022, listando nome, nacionalidade, ocupação e ano de nascimento.

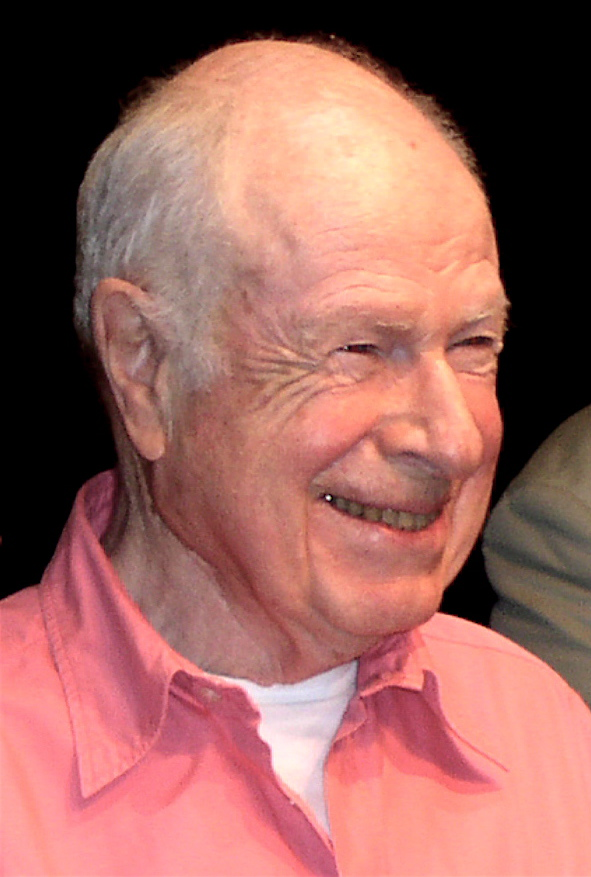
Peter Brook, encenador e cineasta britânico.

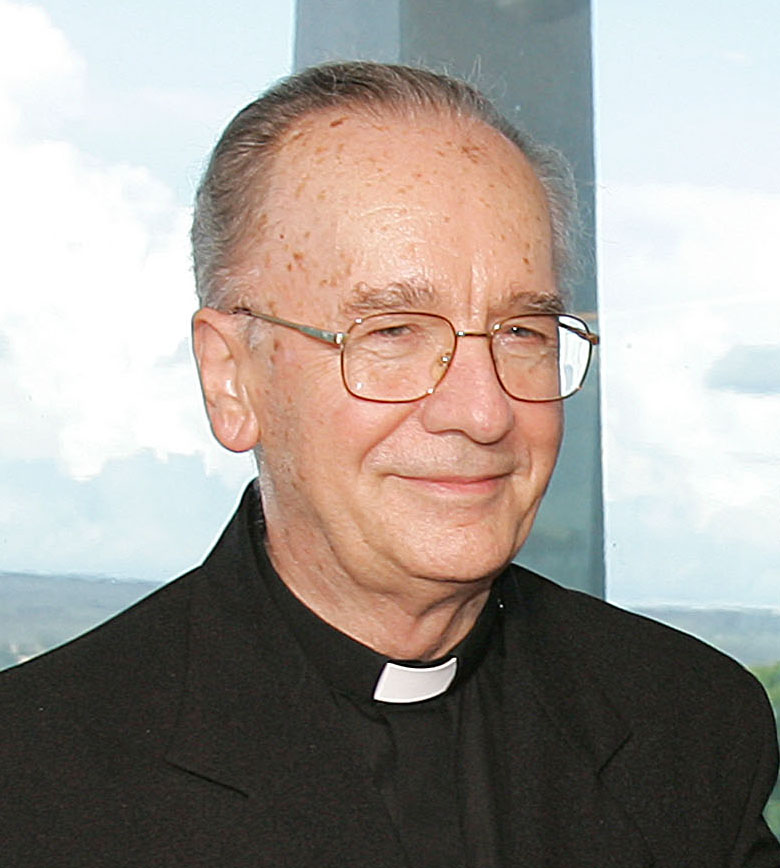
Cláudio Hummes, prelado brasileiro.

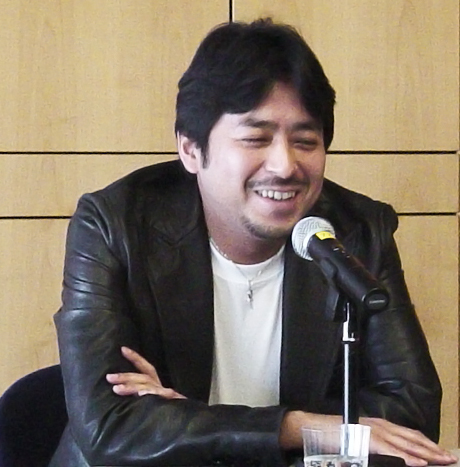
Kazuki Takahashi, mangaká japonês.

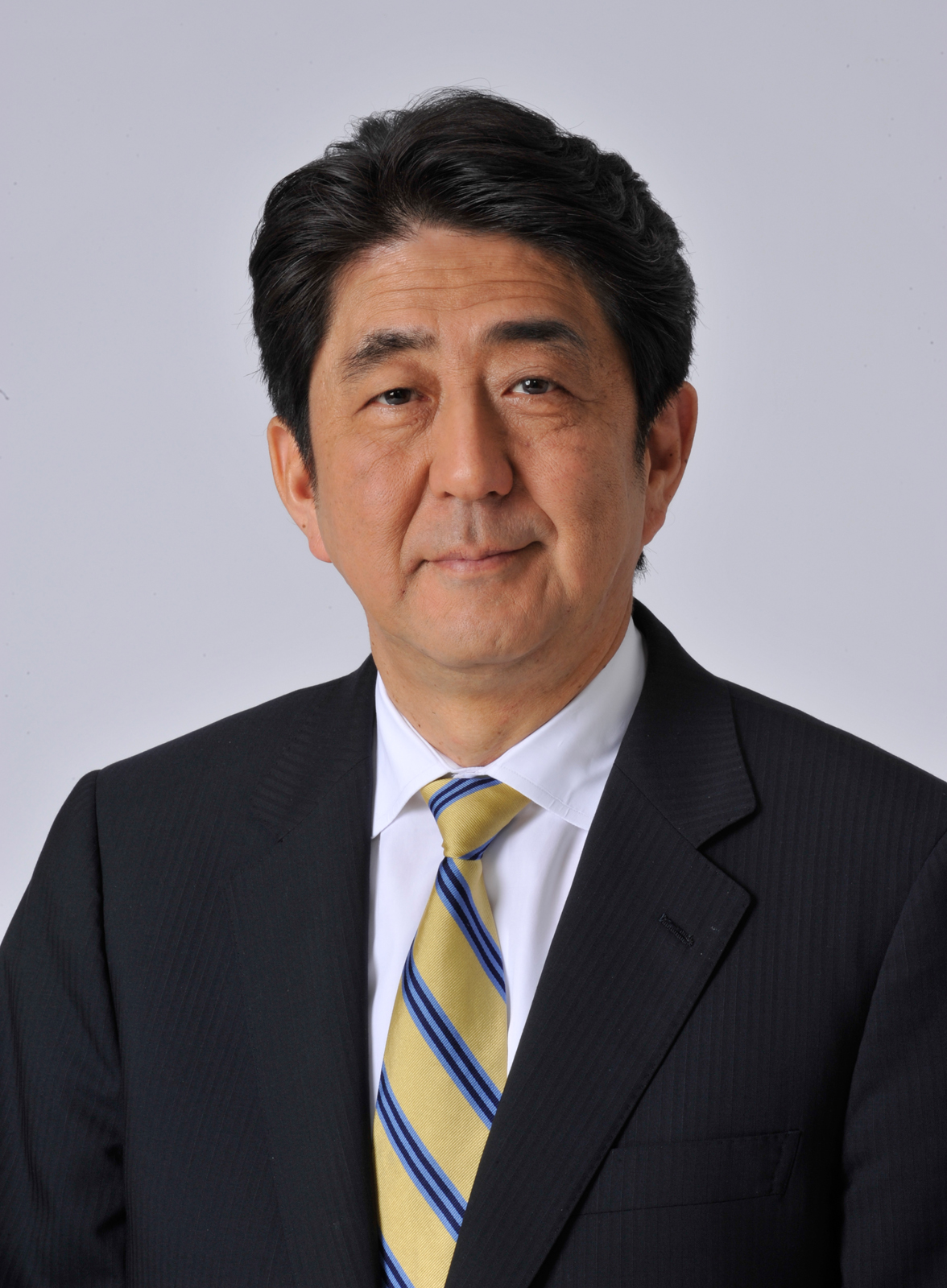
Shinzō Abe, político japonês.

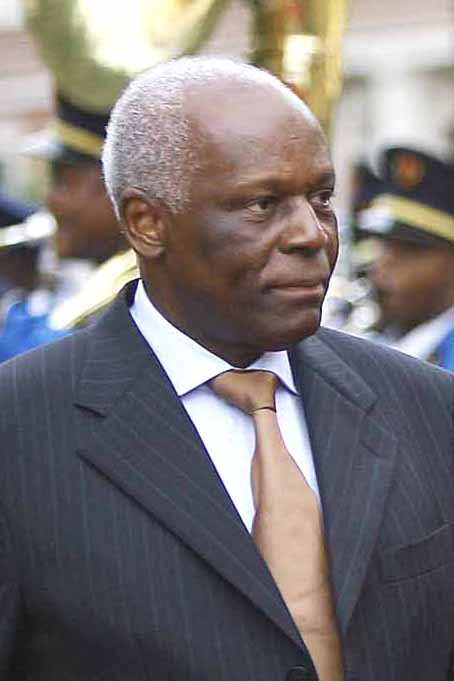
José Eduardo dos Santos, ex-presidente de Angola.

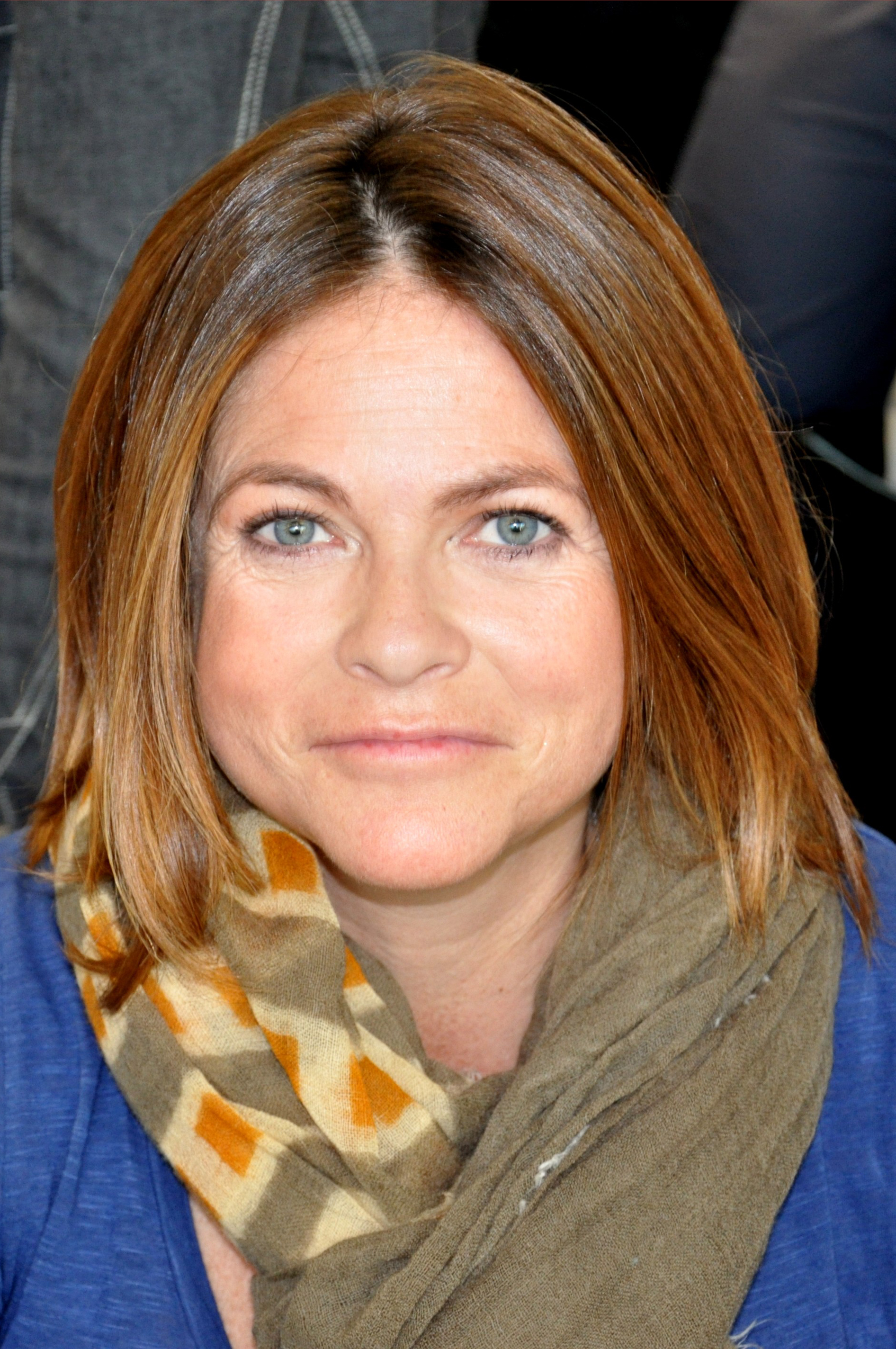
Charlotte Valandrey, atriz francesa.

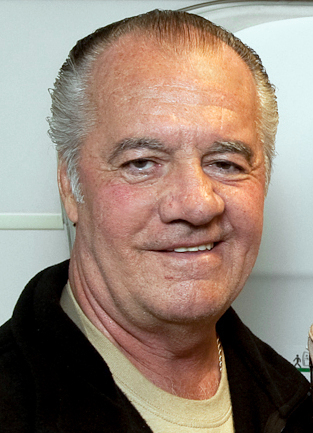
Tony Sirico, ator estadunidense.

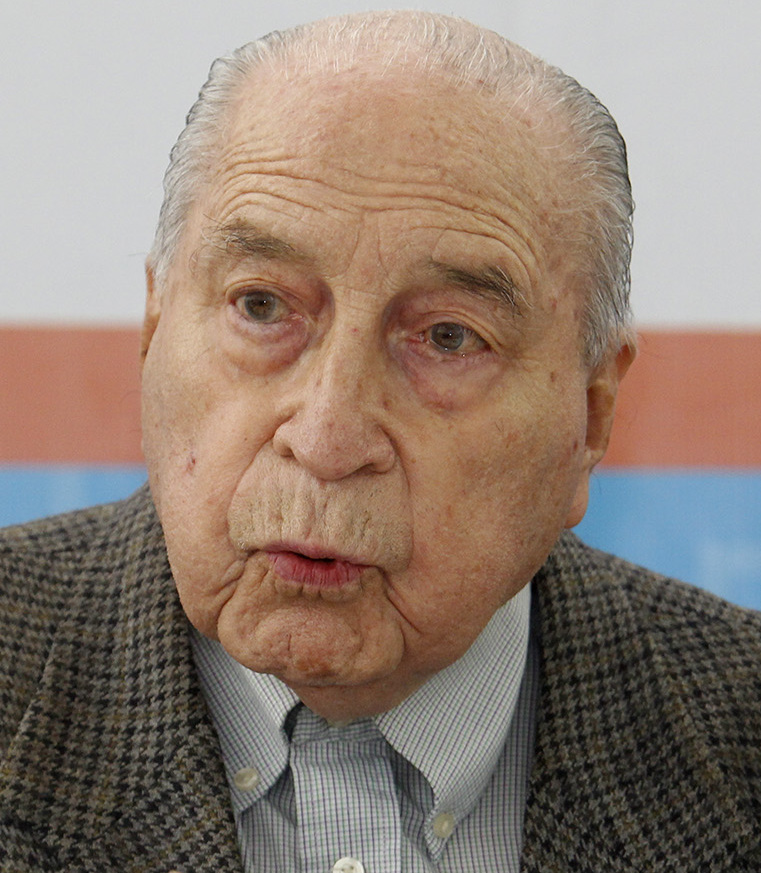
Francisco Morales Bermúdez, ex-presidente do Peru.

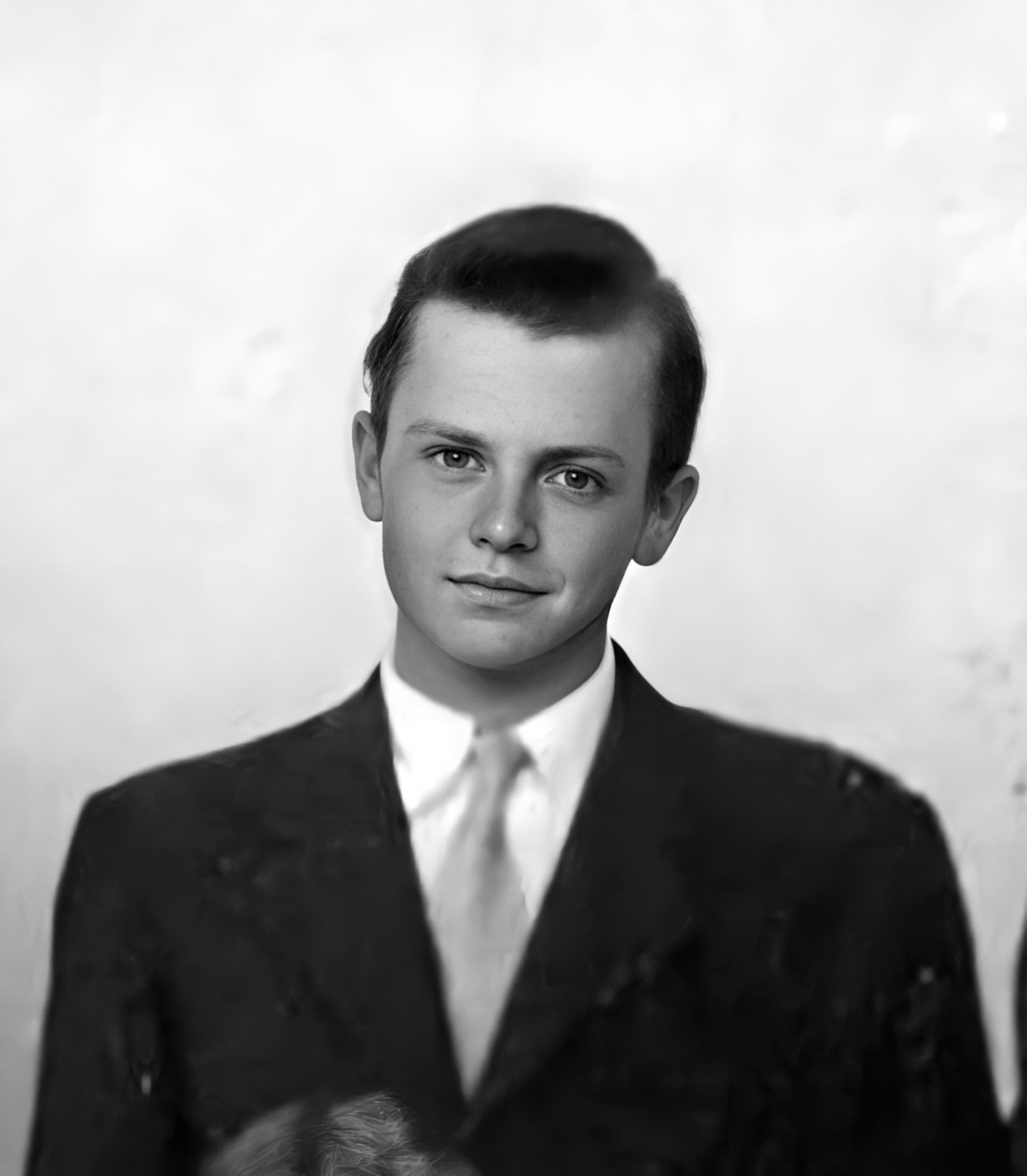
Luiz Gastão de Orléans e Bragança, descendente da família imperial brasileira.

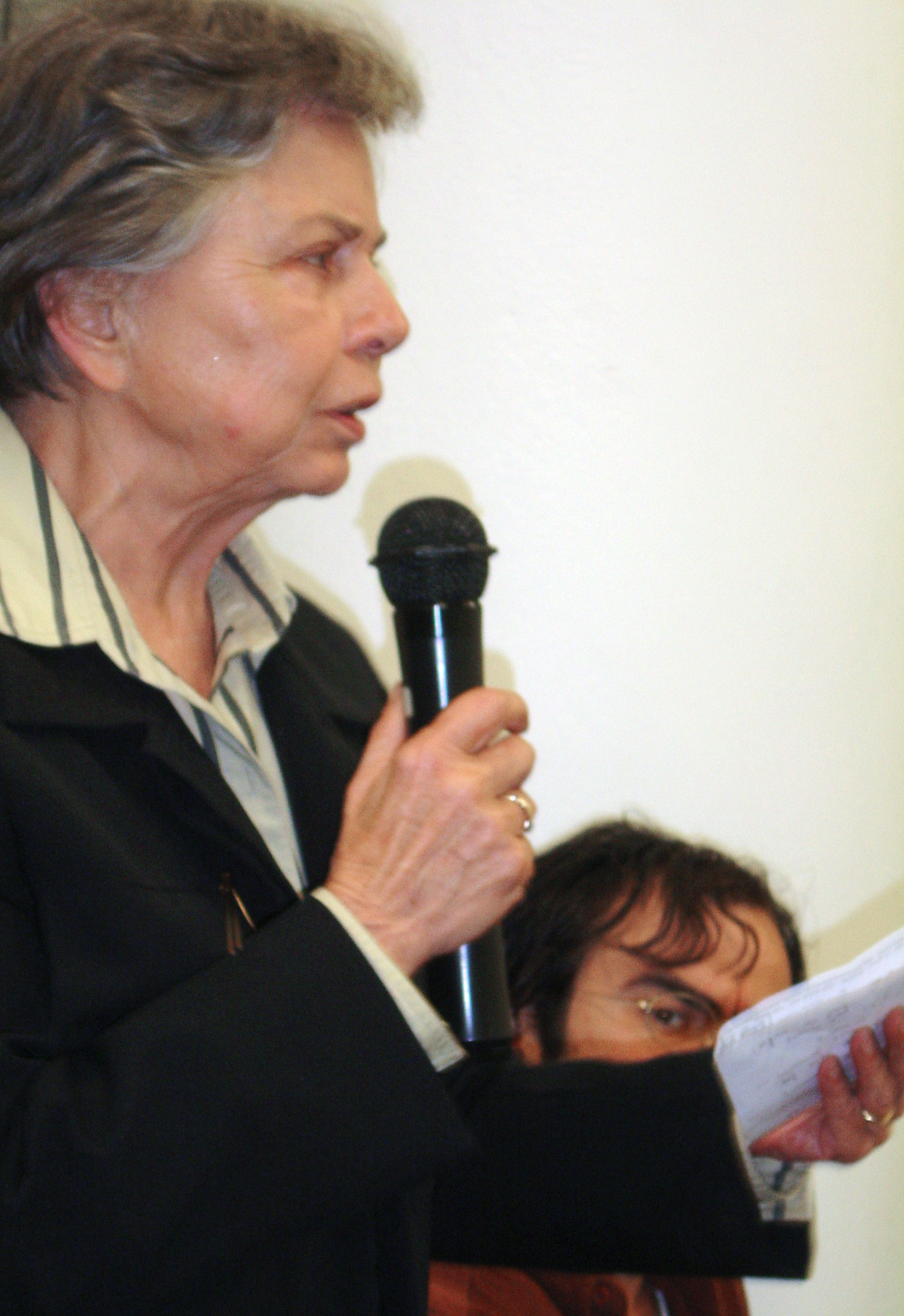
Eunice Ribeiro Durham, antropóloga brasileira.

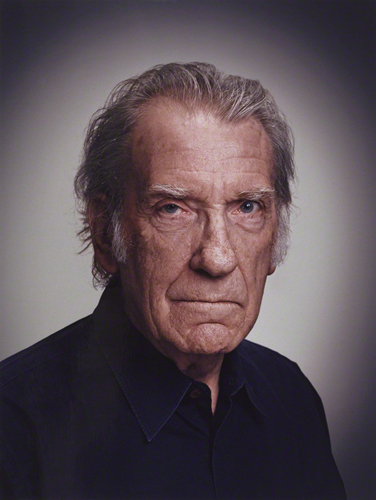
David Warner, ator britânico.

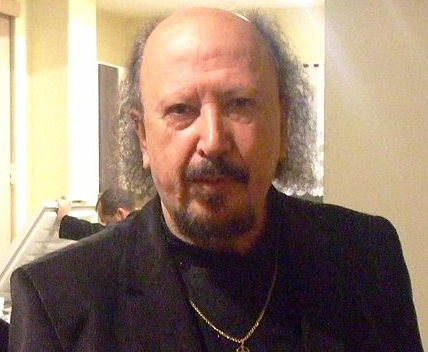
Luiz de Miranda, poeta e escritor brasileiro.

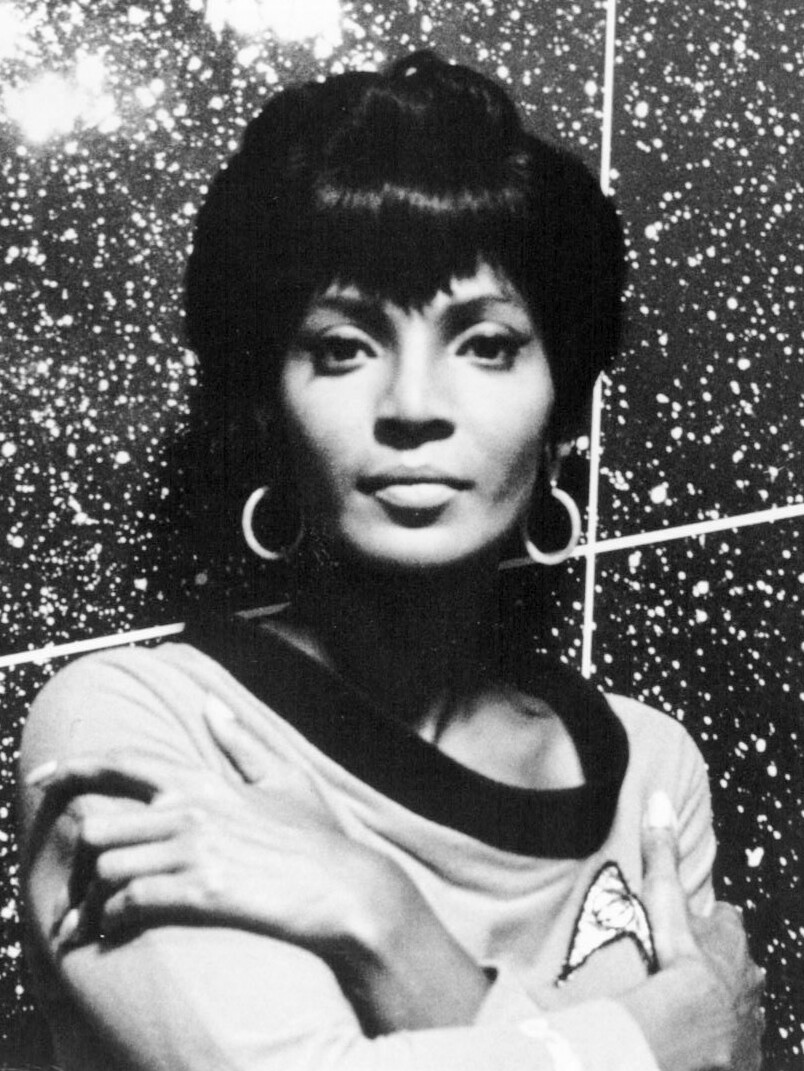
Nichelle Nichols, atriz e cantora estadunidense.

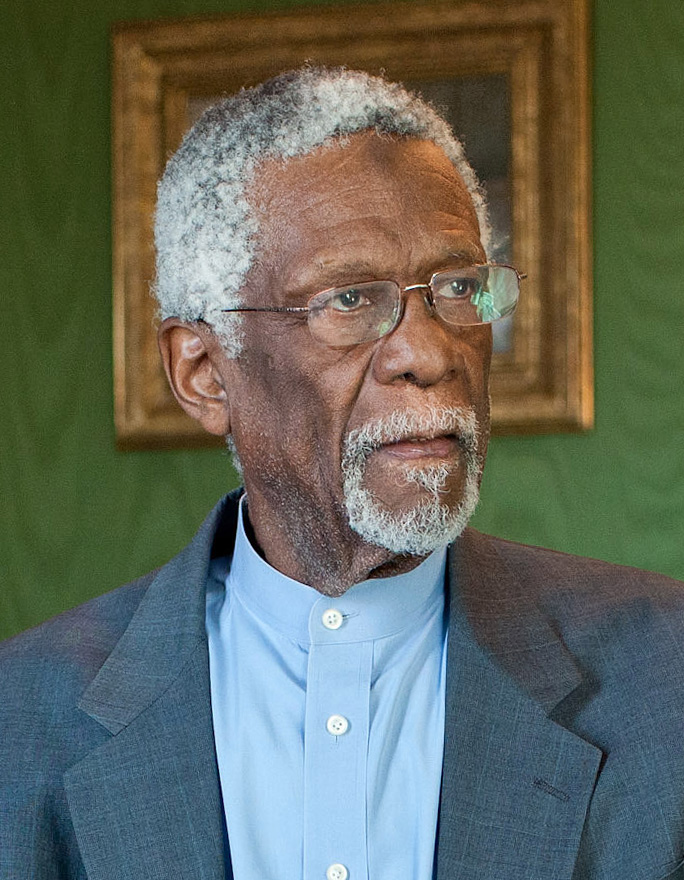
Bill Russell, jogador e treinador de basquetebol estadunidense.

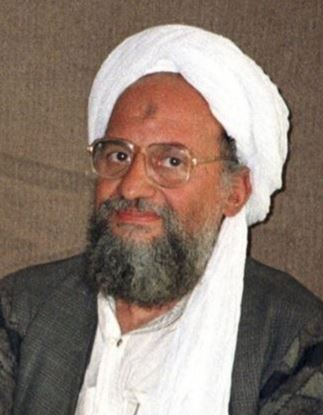
Ayman al-Zawahiri, terrorista egípcio.

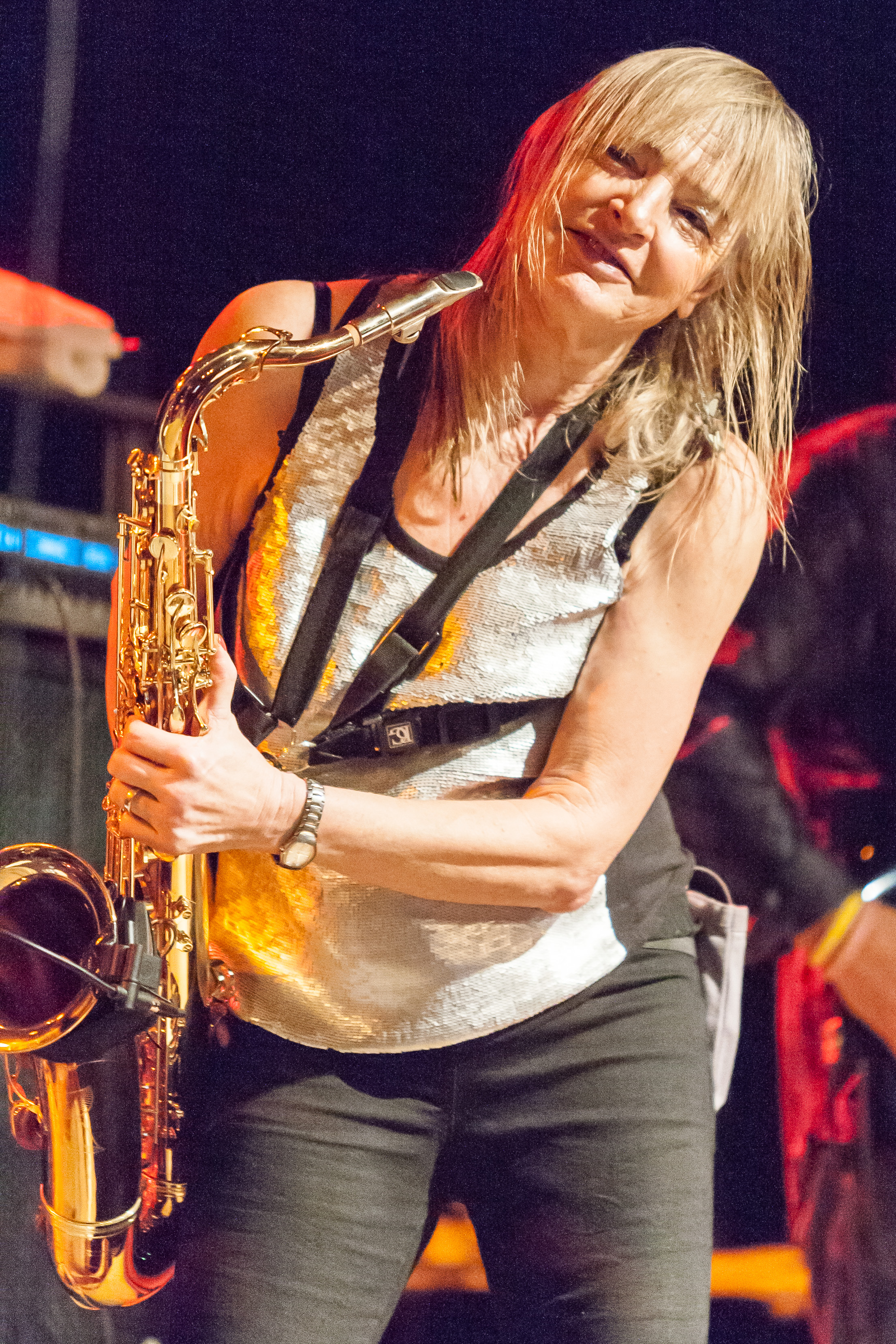
Barbara Thompson, saxofonista britânica.

| Dia | Nome                              | Profissão ou motivo de reconhecimento      | Nacionalidade                   | Nasc. | Ref     |
| --- | --------------------------------- | ------------------------------------------ | ------------------------------- | ----- | ------- |
| 1   | Raul Nicolau Gonçalves            | Prelado                                    | Índia                           | 1927  | [ 1 ]   |
| 1   | Stanislav Leonovich               | Patinador                                  | Rússia/ União Soviética         | 1958  | [ 2 ]   |
| 2   | Andy Goram                        | Futebolista                                | Reino Unido                     | 1964  | [ 3 ]   |
| 2   | Susana Dosamantes                 | Atriz                                      | México                          | 1948  | [ 4 ]   |
| 2   | Peter Brook                       | Encenador e cineasta                       | Reino Unido                     | 1925  | [ 5 ]   |
| 2   | Paulo Cunha                       | Executivo e empresário                     | Brasil                          | 1940  | [ 6 ]   |
| 2   | Cairu Hack                        | Politico                                   | Brasil                          | 1953  | [ 7 ]   |
| 2   | Saúl Rivero                       | Futebolista e treinador                    | Uruguai                         | 1954  | [ 8 ]   |
| 3   | Sérgio Paulo Rouanet              | Diplomata e professor                      | Brasil                          | 1934  | [ 9 ]   |
| 3   | Robert Curl                       | Químico                                    | Estados Unidos                  | 1933  | [ 10 ]  |
| 4   | Janusz Kupcewicz                  | Futebolista                                | Polónia                         | 1955  | [ 11 ]  |
| 4   | Cláudio Hummes                    | Prelado/Cardeal                            | Brasil                          | 1934  | [ 12 ]  |
| 4   | Paolo Grossi                      | Jurista                                    | Itália                          | 1933  | [ 13 ]  |
| 4   | Mona Hammond                      | Atriz                                      | Reino Unido/ Jamaica            | 1931  | [ 14 ]  |
| 5   | Ademir Braz                       | Escritor e advogado                        | Brasil                          | 1947  | [ 15 ]  |
| 5   | Arne Åhman                        | Atleta                                     | Suécia                          | 1925  | [ 16 ]  |
| 6   | Arnaldo Pambianco                 | Ciclista                                   | Itália                          | 1935  | [ 17 ]  |
| 6   | Kazuki Takahashi                  | Mangaká                                    | Japão                           | 1961  | [ 18 ]  |
| 6   | James Caan                        | Ator                                       | Estados Unidos                  | 1940  | [ 19 ]  |
| 6   | Jacob Nena                        | Político                                   | Estados Federados da Micronésia | 1941  | [ 20 ]  |
| 6   | Achim Stadler                     | Ciclista                                   | Alemanha                        | 1961  | [ 21 ]  |
| 6   | Iranildo Pereira                  | Advogado, empresário e político            | Brasil                          | 1937  | [ 22 ]  |
| 8   | Shinzo Abe                        | Político, ex-primeiro-ministro             | Japão                           | 1954  | [ 23 ]  |
| 8   | José Eduardo dos Santos           | Político, ex-presidente                    | Angola                          | 1942  | [ 24 ]  |
| 8   | Gregory Itzin                     | Ator                                       | Estados Unidos                  | 1948  | [ 25 ]  |
| 8   | Tony Sirico                       | Ator                                       | Estados Unidos                  | 1942  | [ 26 ]  |
| 8   | Luis Echeverría                   | Político                                   | México                          | 1922  | [ 27 ]  |
| 8   | Angel Nacorda Lagdameo            | Prelado                                    | Filipinas                       | 1940  | [ 28 ]  |
| 8   | Marta Aura                        | Atriz                                      | México                          | 1942  | [ 29 ]  |
| 9   | András Törőcsik                   | Futebolista                                | Hungria                         | 1955  | [ 30 ]  |
| 9   | Lily Safra                        | Socialite                                  | Brasil                          | 1934  | [ 31 ]  |
| 9   | Wanderley Vallim                  | Empresário e político                      | Brasil                          | 1936  | [ 32 ]  |
| 9   | Marcelo Arruda                    | Policial e biólogo                         | Brasil                          | 1972  | [ 33 ]  |
| 9   | Barbara Thompson                  | Saxofonista                                | Reino Unido                     | 1944  | [ 34 ]  |
| 10  | Ermano Batista Filho              | Advogado e político                        | Brasil                          | 1937  | [ 35 ]  |
| 10  | Cho Jung-hyun                     | Futebolista                                | Coreia do Sul                   | 1969  | [ 36 ]  |
| 10  | Eurico Gonçalves                  | Pintor                                     | Portugal                        | 1932  | [ 37 ]  |
| 10  | Juan Roca Brunet                  | Basquetebolista                            | Cuba                            | 1950  | [ 38 ]  |
| 10  | Sérgio Pombo                      | Pintor                                     | Portugal                        | 1947  | [ 39 ]  |
| 10  | Hans Frauenfelder                 | Físico                                     | Estados Unidos                  | 1929  | [ 40 ]  |
| 10  | Sergio Archangelsky               | Paleobotânico                              | Argentina                       | 1931  | [ 41 ]  |
| 10  | Correlli Barnett                  | Historiador                                | Reino Unido                     | 1927  | [ 42 ]  |
| 11  | Monty Norman                      | Compositor                                 | Reino Unido                     | 1928  | [ 43 ]  |
| 11  | Nádia Carvalho                    | Atriz e dubladora                          | Brasil                          | 1955  | [ 44 ]  |
| 11  | Víctor Benítez                    | Futebolista                                | Peru                            | 1935  | [ 45 ]  |
| 11  | Erik Hornung                      | Egiptólogo                                 | Suíça / Letônia                 | 1933  | [ 46 ]  |
| 11  | Alceo Magnanini                   | Agrônomo, ambientalista e professor        | Brasil                          | 1925  | [ 47 ]  |
| 12  | Vicente Fialho                    | Político                                   | Brasil                          | 1938  | [ 48 ]  |
| 12  | Ivo Fürer                         | Prelado                                    | Suíça                           | 1930  | [ 49 ]  |
| 12  | Philip Lieberman                  | Linguista                                  | Estados Unidos                  | 1934  | [ 50 ]  |
| 13  | Cao                               | Futebolista                                | Brasil                          | 1945  | [ 51 ]  |
| 13  | Charlotte Valandrey               | Atriz                                      | França                          | 1968  | [ 52 ]  |
| 13  | Tatti Moreno                      | Escultor                                   | Brasil                          | 1944  | [ 53 ]  |
| 13  | Carlos Augusto Monteiro           | Geógrafo e climatologista                  | Brasil                          | 1927  | [ 54 ]  |
| 14  | Eugenio Scalfari                  | Jornalista e político                      | Itália                          | 1924  | [ 55 ]  |
| 14  | Ivana Trump                       | Empresária e modelo                        | Tchecoslováquia/ Chéquia        | 1949  | [ 56 ]  |
| 14  | Gilberto Chateaubriand            | Colecionador e diplomata                   | Brasil                          | 1925  | [ 57 ]  |
| 14  | Sylvia Molloy                     | Escritora                                  | Argentina                       | 1938  | [ 58 ]  |
| 14  | Francisco Morales Bermúdez        | Político e militar                         | Peru                            | 1921  | [ 59 ]  |
| 14  | Jürgen Heinsch                    | Futebolista e treinador                    | Alemanha                        | 1940  | [ 60 ]  |
| 14  | Pleun Strik                       | Futebolista                                | Países Baixos                   | 1944  | [ 61 ]  |
| 15  | Georgiy Yartsev                   | Futebolista e treinador                    | Rússia                          | 1948  | [ 62 ]  |
| 15  | Aleksandr Kozlov                  | Futebolista                                | Rússia                          | 1993  | [ 63 ]  |
| 15  | Luiz Gastão de Orléans e Bragança | Descendente da família imperial brasileira | Brasil                          | 1938  | [ 64 ]  |
| 16  | Hobie Billingsley                 | Nadador e saltador                         | Estados Unidos                  | 1927  | [ 65 ]  |
| 16  | José Guadalupe Galván Galindo     | Prelado                                    | México                          | 1941  | [ 66 ]  |
| 16  | Vira Vovk                         | Professora, escritora e tradutora          | Brasil/ Ucrânia                 | 1926  | [ 67 ]  |
| 17  | N'Zau Puna                        | Político                                   | Angola                          | 1932  | [ 68 ]  |
| 17  | Francesco Rizzo                   | Futebolista                                | Itália                          | 1943  | [ 69 ]  |
| 17  | José Mendonça de Morais           | Político e empresário                      | Brasil                          | 1931  | [ 70 ]  |
| 18  | Claes Oldenburg                   | Escultor                                   | Estados Unidos                  | 1929  | [ 71 ]  |
| 19  | Maria de Lourdes Modesto          | Gastrônoma                                 | Portugal                        | 1930  | [ 72 ]  |
| 19  | Eunice Ribeiro Durham             | Antropóloga                                | Brasil                          | 1932  | [ 73 ]  |
| 19  | Fernando Farinha                  | Jornalista                                 | Portugal                        | 1941  | [ 74 ]  |
| 19  | Jorgina de Freitas                | Advogada                                   | Brasil                          | 1951  | [ 75 ]  |
| 20  | Alan Grant                        | Roteirista                                 | Reino Unido                     | 1949  | [ 76 ]  |
| 21  | Uwe Seeler                        | Futebolista                                | Alemanha                        | 1936  | [ 77 ]  |
| 21  | Jim Lynch                         | Jogador de futebol americano               | Estados Unidos                  | 1945  | [ 78 ]  |
| 21  | Milan Dvořák                      | Futebolista                                | Tchecoslováquia/ Chéquia        | 1934  | [ 79 ]  |
| 22  | Henrique Morelenbaum              | Maestro                                    | Brasil                          | 1931  | [ 80 ]  |
| 22  | Robert Boutigny                   | Canoísta                                   | França                          | 1927  | [ 81 ]  |
| 23  | Manuela Barros Ferreira           | Filóloga e escritora                       | Portugal                        | 1938  | [ 82 ]  |
| 23  | Bob Rafelson                      | Cineasta                                   | Estados Unidos                  | 1933  | [ 83 ]  |
| 24  | Fernando Gomes de Oliveira        | Político                                   | Brasil                          | 1939  | [ 84 ]  |
| 24  | David Warner                      | Ator                                       | Reino Unido                     | 1941  | [ 85 ]  |
| 24  | Gerdal dos Santos                 | Ator                                       | Brasil                          | 1929  | [ 86 ]  |
| 25  | Paul Sorvino                      | Ator                                       | Estados Unidos                  | 1939  | [ 87 ]  |
| 25  | David Trimble                     | Político                                   | Reino Unido                     | 1944  | [ 88 ]  |
| 25  | Marit Paulsen                     | Política                                   | Suécia                          | 1939  | [ 89 ]  |
| 25  | Uri Orlev                         | Escritor                                   | Israel                          | 1931  | [ 90 ]  |
| 25  | Hartmut Perschau                  | Político                                   | Alemanha                        | 1942  | [ 91 ]  |
| 26  | James Lovelock                    | Cientista e ambientalista                  | Reino Unido                     | 1919  | [ 92 ]  |
| 27  | Mary Alice                        | Atriz                                      | Estados Unidos                  | 1941  | [ 93 ]  |
| 27  | Ron Sider                         | Teólogo e professor                        | Estados Unidos/ Canadá          | 1939  | [ 94 ]  |
| 27  | Yelizaveta Dementyeva             | Velocista                                  | Rússia/ União Soviética         | 1928  | [ 95 ]  |
| 28  | József Kardos                     | Futebolista                                | Hungria                         | 1960  | [ 96 ]  |
| 28  | Pietro Citati                     | Escritor e crítico literário               | Itália                          | 1930  | [ 97 ]  |
| 28  | Bertoldo Kruse                    | Médico e escritor                          | Brasil                          | 1925  | [ 98 ]  |
| 29  | Mariama Barbosa                   | Apresentadora                              | Portugal/ Guiné-Bissau          | 1974  | [ 99 ]  |
| 29  | Luiz de Miranda                   | Poeta e escritor                           | Brasil                          | 1945  | [ 100 ] |
| 29  | Juris Hartmanis                   | Informático                                | Estados Unidos/ Letônia         | 1928  | [ 101 ] |
| 30  | Laura de Souza                    | Cantora de ópera                           | Brasil                          | 1958  | [ 102 ] |
| 30  | Maria Fernanda                    | Atriz                                      | Brasil                          | 1925  | [ 103 ] |
| 30  | Nichelle Nichols                  | Atriz                                      | Estados Unidos                  | 1932  | [ 104 ] |
| 30  | Pat Carroll                       | Atriz                                      | Estados Unidos                  | 1927  | [ 105 ] |
| 31  | Fidel Valdez Ramos                | Político e militar                         | Filipinas                       | 1928  | [ 106 ] |
| 31  | Miró da Muribeca                  | Poeta e escritor                           | Brasil                          | 1960  | [ 107 ] |
| 31  | Bill Russell                      | Jogador e treinador de basquetebol         | Estados Unidos                  | 1934  | [ 108 ] |
| 31  | João Paulo Diniz                  | Empresário                                 | Brasil                          | 1963  | [ 109 ] |
| 31  | Ayman al-Zawahiri                 | Terrorista                                 | Egito                           | 1951  | [ 110 ] |
| 31  | Hubert Coppenrath                 | Padre                                      | França                          | 1930  | [ 111 ] |